# Georges Joseph Victor de Riquet de Caraman
Georges Joseph Victor de Riquet, comte de Caraman (1790-1860), est un diplomate français ayant servi sous l'Empire et la Restauration.

## Biographie
Georges de Caraman est né à Paris le 1er novembre 1790. Il est le fils de Louis Charles Victor de Riquet, duc de Caraman, éminent officier général et ambassadeur.
Il est élevé par sa grand-mère, avant de rejoindre son père à Berlin à l'âge de sept ans, alors que ce dernier avait été contraint à l'émigration après la Révolution. Demeuré en Prusse jusqu'en 1806, il apprend à parler l'allemand et l'anglais, compétences rares pour l'époque.
Le 27 novembre 1806, la Grande Armée victorieuse à Iéna entre dans Berlin. Georges rentre alors à Paris avec son père, qui poursuit son éducation. Il voyage ainsi en Italie pour parfaire ses humanités et sa connaissance du monde, avant d'être présenté au duc de Cadore en mars 1808, et nommé par lui attaché d'ambassade en Hollande sous les ordres d'Alexandre de la Rochefoucauld.

### Sous l'Empire
À La Haye, il fait ses premières armes diplomatiques sous la bienveillance du comte Sérurier, et s'illustre particulièrement en 1810. À la veille de l'annexion de la Hollande par l'empereur Napoléon, il est sollicité par le roi Louis Bonaparte, dont il restera très proche toute sa vie, pour éviter que les troupes françaises ne pénètrent dans la capitale. Présentant la requête au Maréchal Oudinot, cantonné à Utrecht, ce dernier décline au nom de l'empereur provoquant l'abdication du roi. C'est Georges de Caraman qui, à la suite de ces négociations, portera l'acte d'abdication de Louis Bonaparte à Paris.
La Hollande annexée à la France, l'ambassade n'a plus de raison d'être. Le comte Sérurier est nommé ministre plénipotentiaire de France aux Etats-Unis à la fin de l'année 1810, et propose à Georges de Caraman de l'y seconder.
Là-bas, ce dernier est à la fois spectateur et acteur de la guerre anglo-américaine de 1812. Jouant de son influence diplomatique à la demande de l'empereur pour pousser le parti démocratique à la guerre contre l'Angleterre, la légation française voit en effet un moyen d'affaiblir son rival historique. Pendant cette période, Georges de Caraman se rapproche notamment du général Moreau et du père fondateur américain Gouverneur Morris.
Les événements de 1814 en France le poussent néanmoins à rejoindre le Vieux Continent.

### Sous la Restauration
Durant les Cent-Jours, il se présente à Louis XVIII, en exil à Gand, pour se mettre à son service. En récompense, le roi le nomme consul de France à La Haye le 22 juillet de la même année.
Un an plus tard, le 18 juillet 1816, le ministre Armand Emmanuel du Plessis, duc de Richelieu, lui fait parvenir une nouvelle affectation à Londres. Désormais premier secrétaire à l'ambassade de France à la cour de Saint-James, il seconde le marquis d'Osmond. Il négocie notamment l'effacement des dettes de la France à l'étranger, le 25 avril 1818.
En septembre 1818, il est appelé par le duc de Richelieu pour l'assister au congrès d'Aix-la-Chapelle. Le 10 octobre, il est envoyé à Paris pour présenter le traité à la ratification de Louis XVIII. Reçu dans le cabinet de travail du monarque le 15, il se voit remettre de ses mains la croix de chevalier de la Légion d'Honneur.
De retour à Londres, il est ambassadeur par intérim, et assiste en cette qualité au couronnement du roi George IV le 19 juillet 1821. C'est également lui qui aura la charge d'annoncer au roi de France la mort de Napoléon Ier à Sainte-Hélène.
Nommé Ministre plénipotentiaire au royaume de Wurtemberg le 8 décembre 1821, il patiente cependant à Londres jusqu'en avril 1822 et l'arrivée de l'ambassadeur chargé de lui succéder. Après avoir accueilli et installé François-René de Chateaubriand, à qui il transmet les pouvoirs dont il comble jusqu'alors la vacance, il quitte l'Angleterre pour Stuttgart. Il y demeure 5 ans, et reçoit la croix d'officier de la Légion d'Honneur le 22 mai 1825 pour ses éminents services.
Le 11 septembre 1827, Charles X le nomme envoyé extraordinaire de la couronne au royaume de Saxe. L'année suivante, il recevra des mains du roi Guillaume Ier la croix de commandeur de l'ordre de la couronne de Wurtemberg, et sera fait grand-croix de l'ordre du mérite civil de Saxe.

### Sous la Monarchie de Juillet
La révolution de 1830 le contraint à rentrer une nouvelle fois à Paris. Refusant de se parjurer en suivant Louis-Philippe, il rejette plusieurs propositions officieuses, et choisit de mettre un terme à sa brillante carrière diplomatique.
En avril 1832, une épidémie de choléra meurtrière frappe Paris. Georges de Caraman abrite sa famille en province, et s'inscrit comme infirmier volontaire à l'hôpital du Gros-Caillou pour soigner les malades, au péril de sa vie. Sa conduite exemplaire lui vaudra de recevoir une médaille d'honneur, le 6 février 1833.
À la mort de son père le 25 décembre 1839, il prend sa place à la tête de la compagnie du canal du Midi, conçu par son aïeul Pierre-Paul Riquet. Il occupe cette charge pendant près de 20 ans, et meurt à Paris le 7 février 1860.

## Décorations

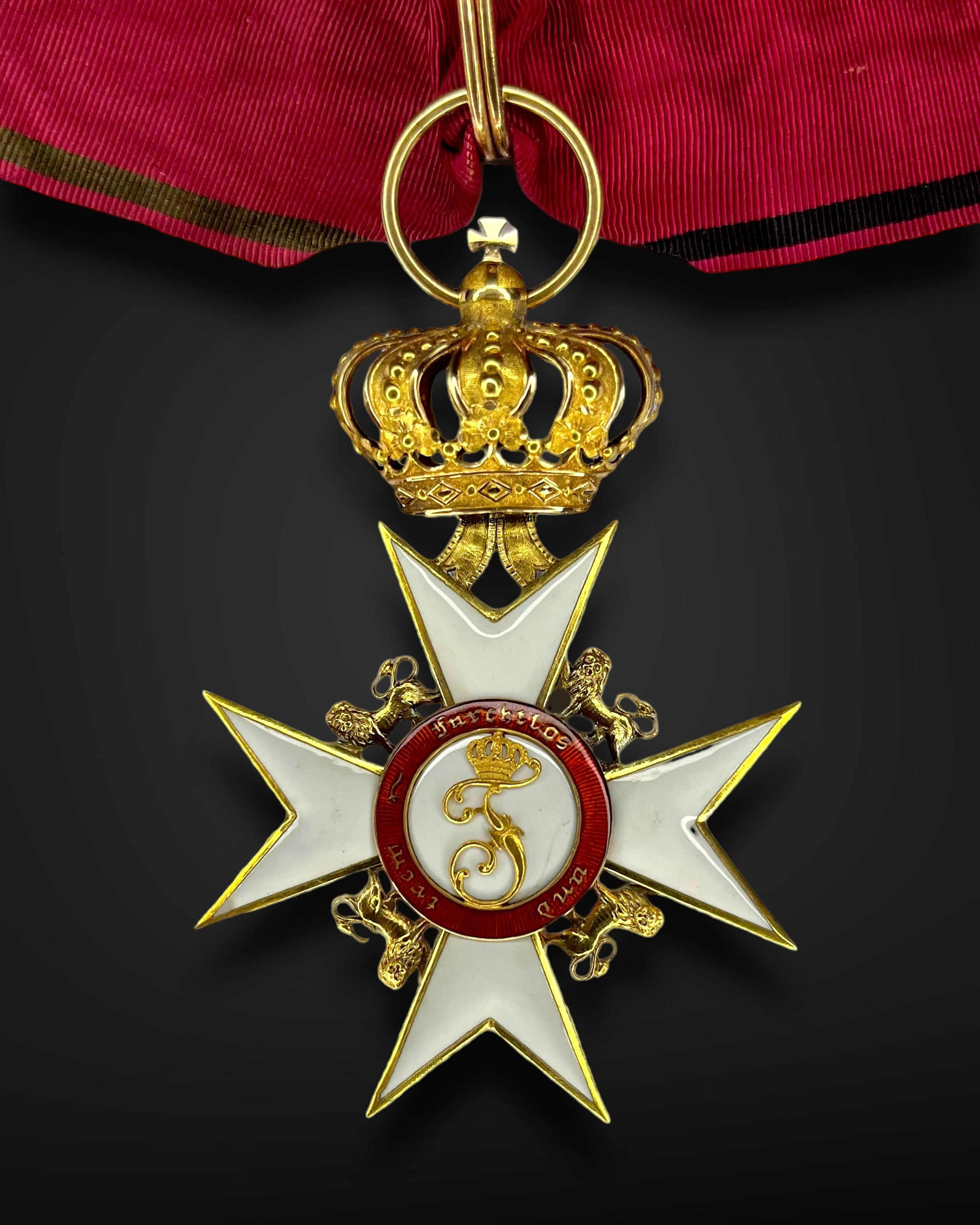
Croix de commandeur de l'Ordre de la Couronne de Wurtemberg remise à Georges de Caraman par le roi Guillaume Ier (roi de Wurtemberg), en 1828

- Officier de l'ordre de la Légion d'Honneur
- Chevalier de l'ordre de Saint-Jean de Jérusalem[4]
- Commandeur de l'Ordre de la Couronne de Wurtemberg
- Grand-croix de l'ordre du mérite civil de Saxe

## Ouvrages et publications
- Guide du voyageur sur le canal du Midi et ses embranchements, et sur les canaux des Étangs et de Beaucaire (1836), Toulouse : impr. J.-M. Douladoure, 1836[6]

- Une Journée chez M. de Lamartine, en 1838 (1842), Toulouse : impr. Bellegarrigue, 1842[6]
- Relation contenant le détail de la part que le feu duc de Caraman a prise à la première expédition de Constantine en 1836, pour servir à l'histoire de cette campagne (1843), Toulouse : Bellegarrigue ; Paris : Mongie, 1843[6]
- Relation de la dernière maladie de mon père (1848), Paris : impr. Lacombe, 1848[6]
- Quelques mots sur les affaires de Hollande en 1810 (1856), Paris : impr. E. Brière, 1856[6]
- Les États-Unis il y a quarante ans, par le Cte G. de Caraman (1852), Paris : aux bureaux de la "Revue contemporaine", 1852-1854[6]